# サッカーエストレマドゥーラ州代表
サッカーエストレマドゥーラ州代表（サッカーエストレマドゥーラしゅうだいひょう、スペイン語: Selección Absoluta Extremeña de fútbol）は、スペイン・エストレマドゥーラ州におけるサッカーの選抜チーム。スペインの一自治州の選抜チームであり、欧州サッカー連盟(UEFA)や国際サッカー連盟(FIFA)に加盟していないため、UEFA欧州選手権やFIFAワールドカップなどの国際大会への出場資格はない。

## 過去の試合
| 2007年12月28日 | エストレマドゥーラ州代表    | 2-1 | 赤道ギニア                | バダホス                                            |  |
| 20:30 CET      | ルイスミ (14) エンリケ (24) |     | Juvenal Edjogo-Owono (45) | 競技場: Estadio Nuevo Vivero 主審: セバロス・シルバ |  |

| 2008年12月27日 | エストレマドゥーラ州代表   | 2-2 | ペルー                                    | カセレス                                             |  |
| 20:30 CET      | ライ・オルテガ (70,90+6分) |     | ジュニア・ロス (25) ペドロ・ガルシア (75) | 競技場: Príncipe Felipe 主審: アンドレス・カバーロス |  |

## 選手（2007年選出。一部）
- セサル・サンチェス・ドミンゲス (レアル・サラゴサ)
- ビクトル・マヌエル・フェルナンデス・グティエレス (レアル・バリャドリード)